# Scopula limbata
Scopula limbata är en fjärilsart som beskrevs av Alfred Ernest Wileman 1915. Scopula limbata ingår i släktet Scopula och familjen mätare. Inga underarter finns listade.